# Художница-акварелистка в Лувре
«Художница-акварелистка в Лувре» — картина французского художника Паскаля Даньян-Бувре из собрания Государственного Эрмитажа. Не представлена в постоянной экспозиции.
На картине изображена молодая женщина в розовом платье; она сидит на высоком табурете и разрисовывает веер, расположенный на мольберте. За ней видна картина Антуана Ватто «Паломничество на остров Киферу». Слева внизу на холсте картины, прислонённой к стене, нанесена надпись P. A. J. Dagnan и сделан шаржированный рисунок головы человека в бандане, имеющий некоторое сходство с самим художником; А. Г. Костеневич полагает что это шарж на близкого друга художника Гюстава Куртуа, вместе с которым Даньян-Бувре преподавал в академии Коларосси.
Картина написана около 1891 года и была выставлена на аукцион Буссатон в Париже, где, по всей вероятности, и была приобретена для императора Александра III. Хранилась в собрании живописи Большого Гатчинского дворца, затем находилась в Павловске, откуда в 1963 году была передана в Государственный Эрмитаж.
В июле 1883 года в журнале L’Illustration была напечатана гравюра Хазлитта «В Лувре», сделанная с подготовительного рисунка к картине. Кроме главной героини картины там изображены два других персонажа: на месте подрамников сидит пожилая дуэнья с книгой в руках и смотрит на мужчину с этюдником, остановившегося возле художницы.
Главный научный сотрудник Отдела западноевропейского изобразительного искусства Государственного Эрмитажа, доктор искусствоведения А. Г. Костеневич в своём очерке французского искусства, анализируя картину, писал:

Бастьен-Лепаж, Даньян-Бувре, Лермитт и другие художники с блестящей академической выучкой, не захотевшие отставать от века, легко променяли ветхозаветные сюжеты на сцены повседневной жизни и, мало того, обратились для их воспроизведения к средствам реализма. Неразборчивость этих живописцев не могла не раздражать импрессионистов, и их сторонников, тем более что, перенимая открытия импрессионистов, тот же Даньян-Бувре успешно обгонял завзятых академистов и снискал немало наград, о которых импрессионисты могли только мечтать.